# STAND (L⇔Rの曲)
「STAND」（スタンド）は、1997年3月19日にポニーキャニオンより発売されたL⇔Rの13枚目のシングルである。

## 概要
- アルバム『Doubt』からの先行シングル。
- 元々早い時期でのリリースが予定されていたが、諸所の事情（後述）もあり製作が難航。1997年2月19日のリリースが決っていたが、急遽「アイネ・クライネ・ナハト・ミュージック」がリリースされることになり、本作はその１か月後の3月にリリースされた。
- 本作を収録した『Doubt』リリース以降バンド活動は休止状態に入るが、その後20年近くの間に再結成されることなく、2016年に黒沢健一 が逝去してしまったことでL⇔Rとしては本作が最後のシングルとなってしまった。
- 木下が担当した楽曲がシングルを含めカップリング曲に収録されるのは今作が最初で最後である。

## 収録曲
1. STAND
作詞:黒沢健一・黒沢秀樹、作曲:黒沢健一
  - 「東京三菱銀行」CFイメージ・ソング。
  - 元々健一が単独で作詞を行っていたが、本作を含むアルバム『Doubt』制作期は健一は精神的に追い込まれてしまっていた時期で、「何も思いつかないので書いてくれ」と途中から秀樹に託された経緯を持つ。そのため健一のロマンティックな一面と秀樹のブラックな部分が顕著に詩に現れている[1]。また、ミックスの際に秀樹は担当の山内隆義と意見が割れたが、奇抜さを出したかったという自分の意見を最終的に通した[2]。
  - ミュージックビデオには様々なものが「立つ（立ち上がる）」映像が使用されているが、諸般の都合もありクリップ集『PV+』には収録されていない。[3]
2. STRANDED
作詞・作曲:木下裕晴
アルバム『Doubt』にも収録されているが、そちらは曲の前後に追加音が入っている。[4]

## 収録アルバム
- Doubt (#1,2)
- Singles&More Vol.2 (#1)
- Last Roll - 11Years Of L⇔R(#1)
- プラチナムベスト L⇔R (#1)